# Гунар Јохансон
Гунар Јохансон (швед. Gunnar Erik Johansson; Седертеље, 23. март 1919 — Седертеље, 11. децембар 1998) бивши је шведски кајакаш и кануиста. Такмичио се у периоду од краја тридесетих до краја четрдесетих година прошлог века. Весллао је у пару са Вернером Ветерстеном.

## Спортски успеси
Учествовао је на 1. Светском првенству 1938. у Ваксхолму. Такмичио се у 
у две дисциплине кајака. У првој кајаку двоседу К-2 на 10.000 метара Јохансон у пару са Брендом Брендсоном освојио је златну медаљу и постао први светски првак у овој дисциплини. У другос дисциплини кајак четворосед К-4 на 1.000 метара и освојио је бронзану медаљу. Посаду кајака су поред њега чинили Роланд Карсон, Гете Карлсон и Бренд Брендсон. 
Због почетка Другог светског рата је био присиљен да прекине своју спортску каријеру.
Након рата, Јохансон се вратио у такмичарки спорт и још неколико година такмичио се на највишем нивоу. У том периоду заменио је кајак двосед са кануом двоклеком. Нови патрнер му је био Вернер Ветерстен. 
Захваљујући низу успешних такмичења позван је у репрезентацију за учешће на Олимпијским играма 1948. у Лондону. Такмичио се у у две дисциплине кануа двоклека Ц-2 на 1.000 и 10.000 метара. У обе дисциплине кануа двоклека К-2 1.000 м и К-2 10.000 мзаузели су 6 место.